# Pangpangbröder
Pangpangbröder är en dansk-svensk dokumentärfilm från 2011 i regi av Axel Danielson.
Danielson följde under tio år ett tvillingpar, Gustav och Oskar, och filmen bygger på detta material. Trots att de är tvillingar är de mycket olika som personer och filmen skildrar deras förhållande till varandra. Filmen producerades av Erik Hemmendorff och fotades av Danielson. Den premiärvisades 18 mars 2011 på BUFF Filmfestival i Malmö och hade biopremiär 30 september samma år. 2012 visades den av Sveriges Television.